# Торговый баланс США

График дефицита торгового баланса США (с 1960 г.)

Торговый баланс США — соотношение стоимости товаров, экспортированных и импортированных в США за год.
Начиная с 1976 г. торговый баланс США был дефицитным (объём импорта превышал объём экспорта в денежном выражении). В 2005—2007 США имели ежегодный дефицит в размере $700 млрд и более (В то же время Япония имела профицит $168 млрд, Германия — 146, Россия — 165). Таким образом, дефицит торгового баланса США в 2007 г. на $300 млрд выше, чем в 2003 г.
В 2001 Китай опередил Японию по разрыву в торговом балансе с США. Дефицит торгового баланса США с Китаем в 2006 г. достиг 95 % и составил $233 млрд (28 % от всего торгового дефицита США). Динамика увеличения торгового дефицита с Китаем наблюдается начиная с 1985.
В 2007 году дефицит составил 731,2 млрд, в 2008 году — 673,3 млрд.
Накопленный дефицит торгового баланса за 23 года (с 1985 по 2007 гг) составил 8 трлн долл. Можно сказать что каждый резидент США к сегодняшнему дню собственными или кредитными средствами «оплатил» иностранным производителям 30 тыс. долл.
- Торговый баланс США (исторические данные)